# Пекельний словник

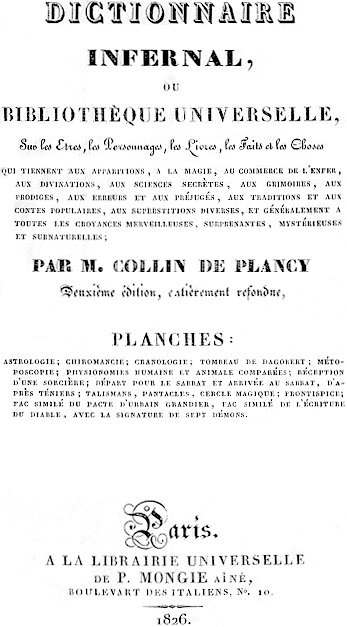
Пекельний словник, 1826

Пекельний словник (фр. Dictionnaire Infernal) — книга про ієрархію демонів.
Написана Колленом де Плансі і вперше опублікована 1818 року. Зазнала кілька видань. Найвідоміше з них стало видання 1863 року, до якого увійшли шістдесят дев'ять ілюстрацій демонів, намальованих Луї Ле Бретоном. Більшість із цих зображень пізніше використали в «Лемегетоні» в редакції С. Л. Макгрегора Матерса.

## Опис
Книгу про забобони і демонологію уперше опублікували 1818 року. Згодом видана у двох томах. Протягом 1818–1863 років зазнала шість перевидань із доповненнями і змінами.
В основі словника лежать «Ієрархія демонів» Йоганна Вейера і народні уявлення про нечисті сили. Статті містять докладні описи їхнього зовнішнього вигляду, характерних рис, сфер діяльності і магічних сил. Статті проілюстровані чорно-білими гравюрами, завдяки яким словник набув великої популярності в XIX ст.
Спочатку Коллен де Плансі під впливом Вольтера не вірив у забобони. Перше видання написано з великою часткою скептицизму. Але навернення автора до католицизму 1830 року вплинуло і на зміст словника. Зміни найбільше помітні в останньому шостому виданні книги 1863 року, прикрашеної гравюрами на доказ існування демонів. Де Плансі почав співпрацювати із французьким священиком Жаком Полом Мінєм над завершенням Словника окультних наук або теологічної Енциклопедії з позиції Римо-католицької церкви.

## Ілюстрації

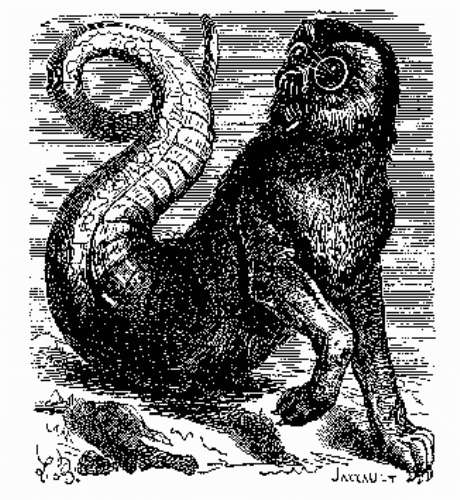
Аамон
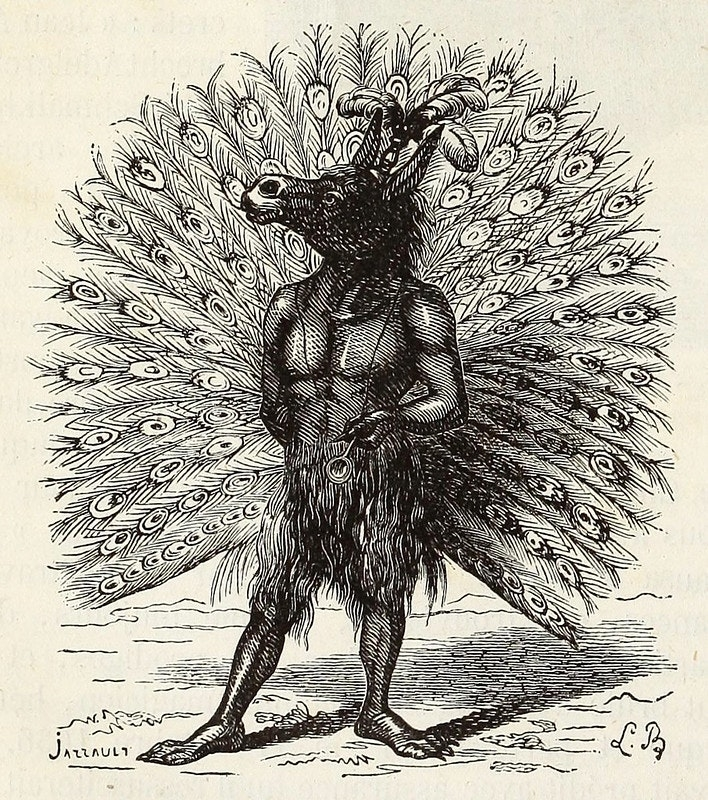
Адрамелех
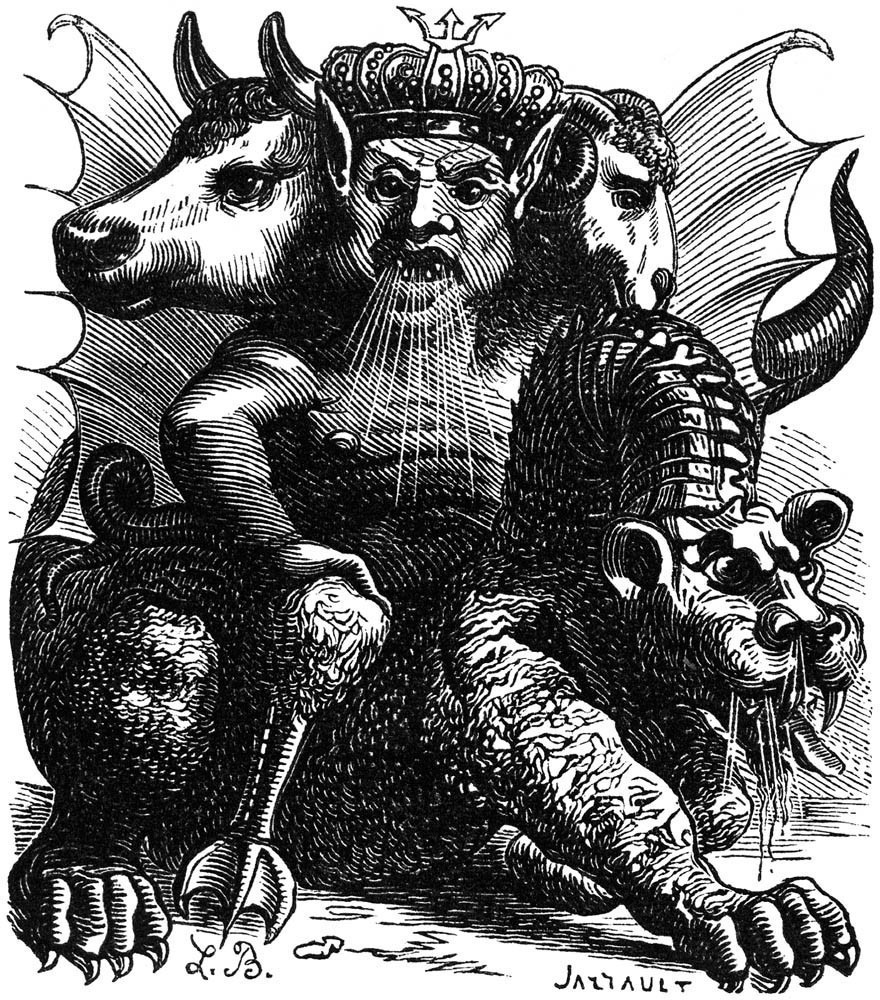
Асмодей
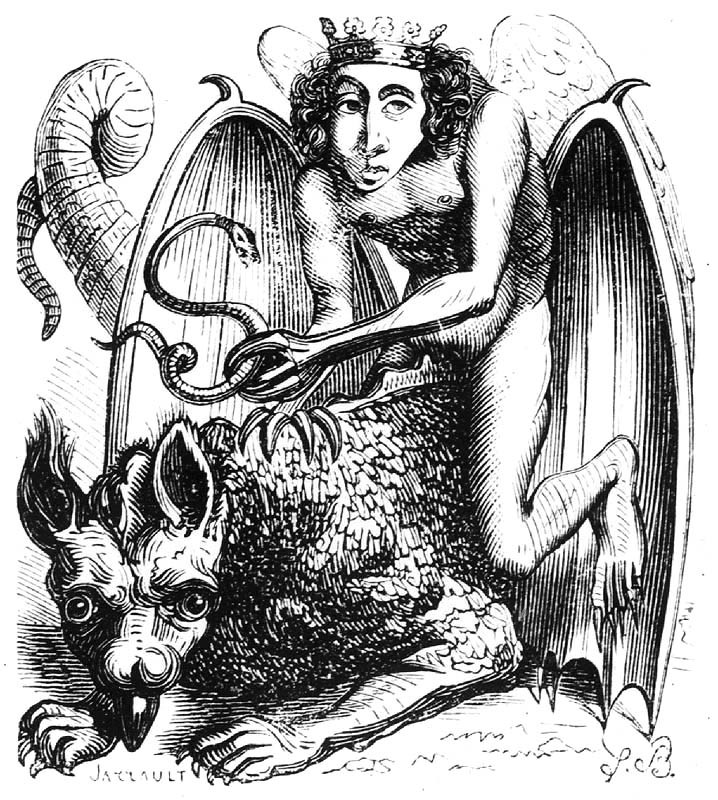
Астарот
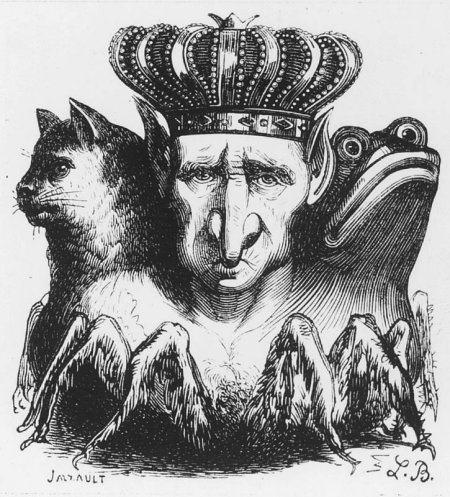
Баал
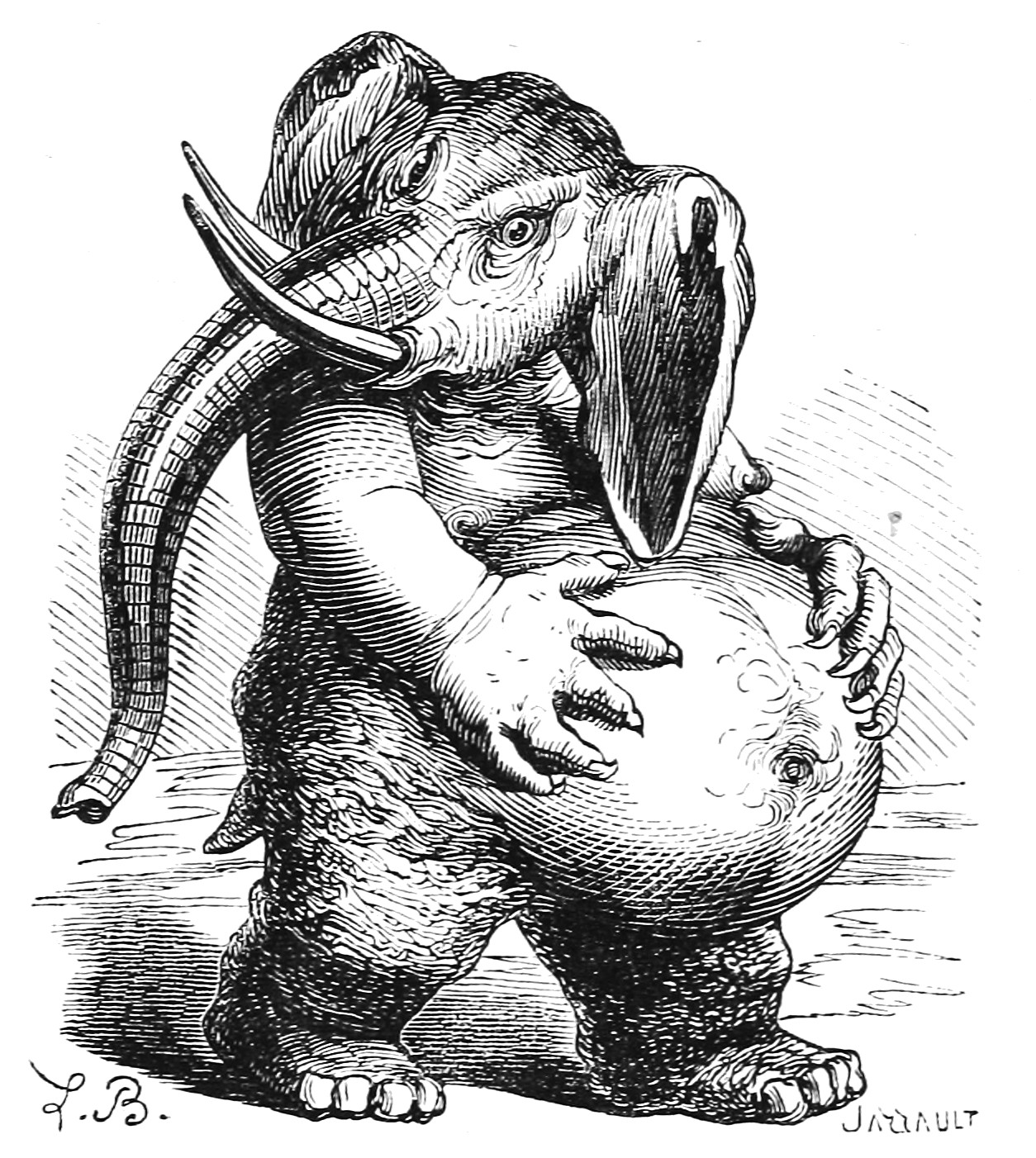
Бегемот
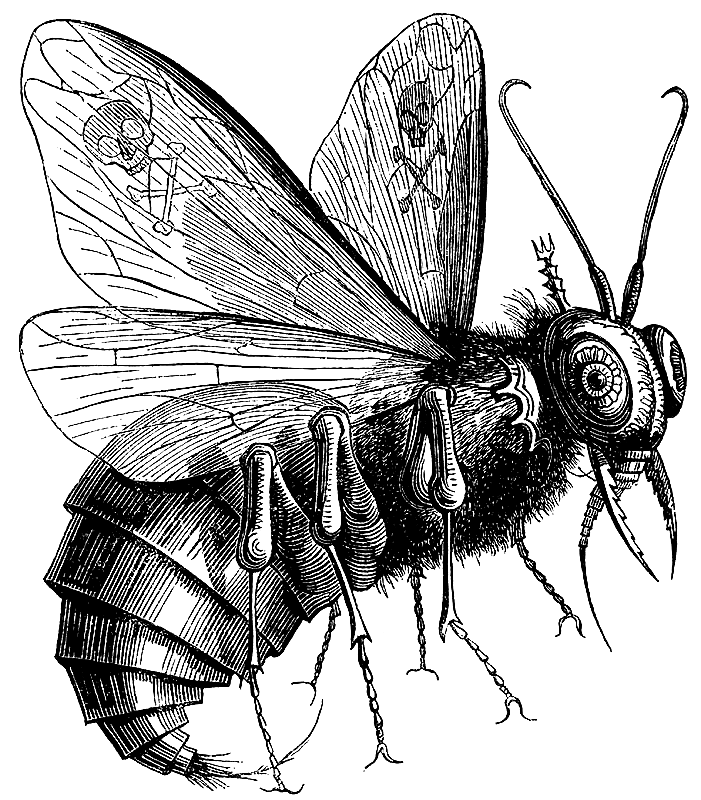
Вельзевул
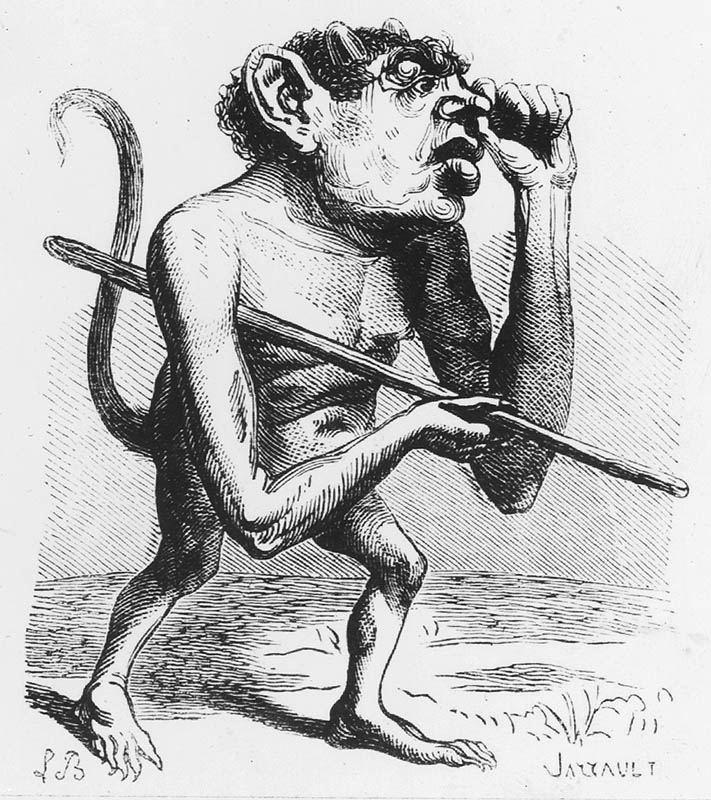
Ронове
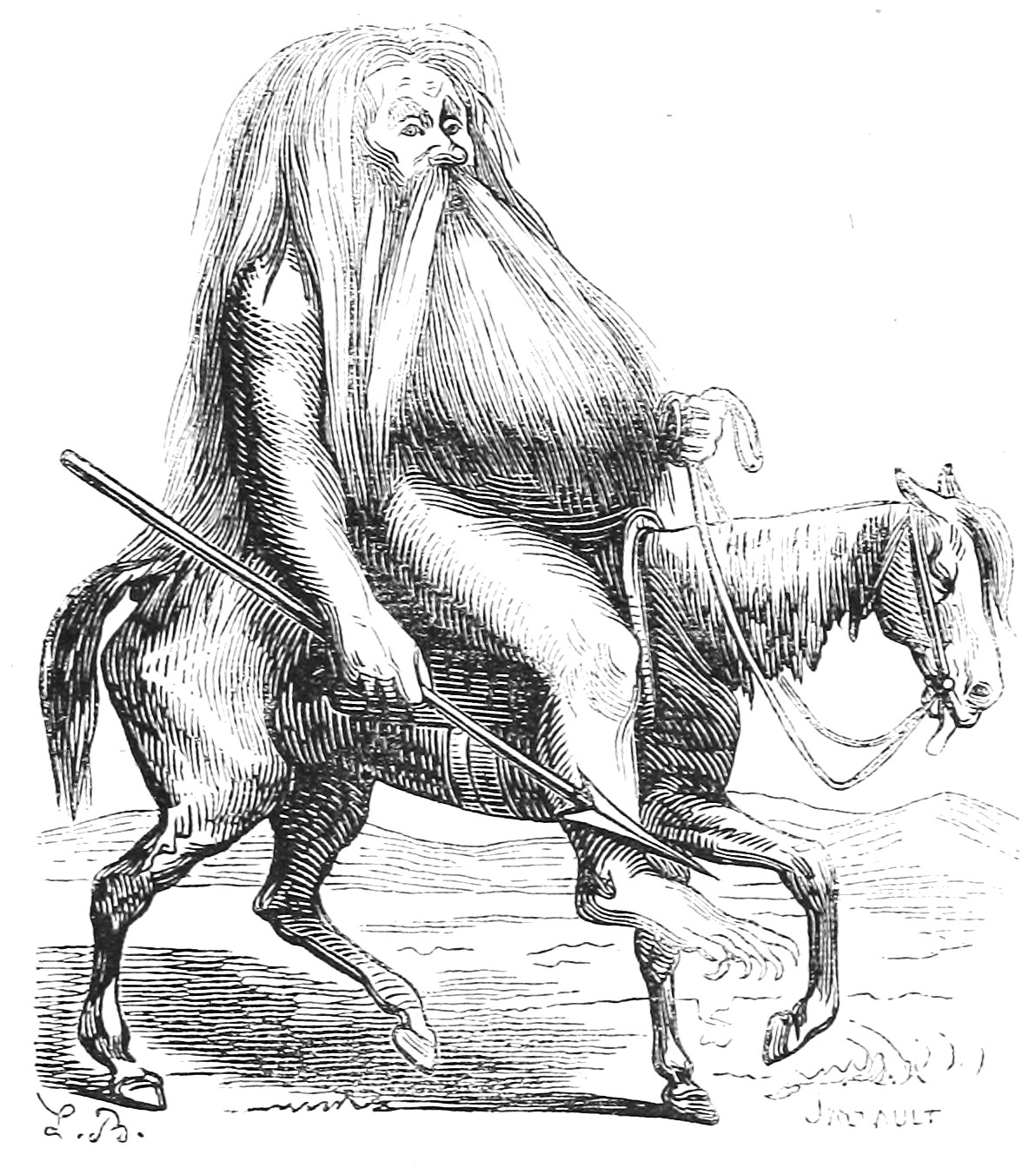
Форкас